# 弗里德里希·冯·斯特鲁维
弗里德里希·格奧爾格·威廉·馮·斯特魯維（德語：Friedrich Georg Wilhelm von Struve；1793年4月15日—1864年11月23日），俄文名瓦西里·雅科夫列维奇·斯特鲁维（羅馬化：Vasily Yakovlevich Struve），來自波羅的海德意志人著名的斯特魯維家族，是天文學家、地理學家。他以研究雙星，並發起一項後來命名為斯特魯維測地弧以紀念他的三角測量調查而出名。

## 生平
他出生於阿通納（現今漢堡市的一個區，當時是丹麥-挪威王國的一部分），是雅各布·斯特魯維（1755-1841）的兒子。斯特魯夫的父親持有丹麥的護照，為了避免服兵役，把家族從法蘭西第一帝國遷往俄羅斯帝國的多爾帕特（Dorpat，現為塔爾圖）。
1808年，他進入了多爾帕特帝國大學，在那裡他首先學習了語文學，但很快就把注意力轉向了天文學。從1813年到1820年，他在大學任教，並在多爾帕特天文台收集數據，1820年成為該天文臺的正式教授和主任；這所大學至今仍能感受到他的教導產生的强烈影響。
直到1839年他在聖彼德堡附近建立新的普爾科沃天文臺並成為主任前，斯特魯維於多爾帕特時就一直致力於雙星和大地測量學的研究。他在1826年獲得了英國皇家天文學會金質獎章。1827年3月，他被選為皇家學會院士，同年被授予英國的皇家獎章。斯特魯維在1833年被選為瑞典皇家科學院的成員，1834年當選為美國藝術與科學院的外籍名譽成員。1843年，他正式獲得俄羅斯國籍。由於身體不好，他於1862年退休。
小行星768 Struveana是為了紀念他和奧托·威廉·馮·斯特魯維、Karl Hermann Struve而聯合命名的；月球上的斯特魯維環形山是以斯特魯維家族的另外三位天文學家命名的："弗里德里希·格奥尔格·威廉·冯·斯特鲁维"(1793年-1864年)、"奥托·威廉·冯·斯特鲁维"(1819年-1905年)和"奥托·斯特鲁维"(1897–1963) 。

## 成就

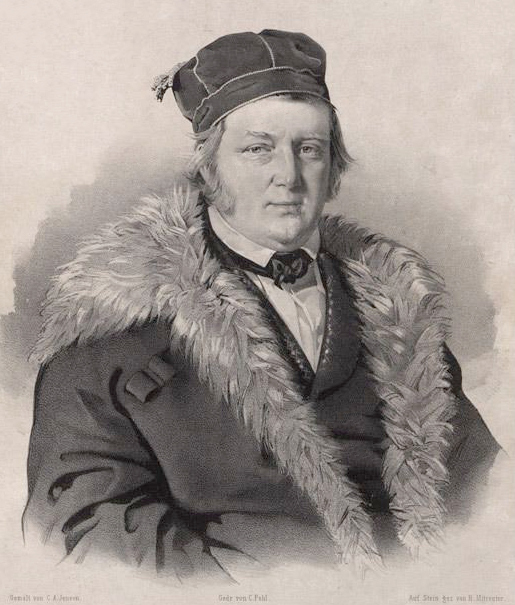
弗里德里希·格奧爾格·威廉·馮·斯特魯維

斯特魯維最著名的成就是他多年來持續對雙星的觀測。盡管較早時已有威廉·赫歇爾和約翰·赫歇爾父子與詹姆士·紹斯等人在研究雙星，但斯特魯維的研究超過這些前輩們的成就。他發現大量的雙星，並於1827年出版了他的雙星目錄新星表（Catalogus novus stellarum duplicium），這份星表上的恆星通常使用希臘字母Σ表示。因此，天鵝座61在星表中是∑2758。
由於大多數的雙星都是真的雙星，而不僅僅是光學雙星（就如同威廉·赫歇爾最先發現的那樣），它們圍繞著彼此的質心運行，會在數年內緩慢的改變相對位置。因此，斯特魯維從1824年到1837年對2714顆雙星進行了險為測量，並將這些量測結果發表在他的著作《雙星與多重恆星測量學》中。
斯特魯維在1843年仔細地量測了"光行差"的常數。儘管貝塞爾是率先測量出恆星視差的人（天鵝座61），他則是第一個量測恒星織女星的視差。
在1847年的一本著作《星空學練習集：星際飛行距離修正》中，斯特魯維是最早確定星際消光影響的天文學家之一（儘管他沒有提供解釋這種影響的機制）。他估計的平均視覺消光率為1 mag/c，非常接近現代估計值（0.7-1.0 mag/c）。
此外，他對大地測量學也感興趣。在1831年出版了《俄羅斯波羅的海各省緯度測量說明》；他發起了從挪威的亨墨菲斯到黑海，現在稱為斯特魯維測地弧的一系列三角量測網，經過10個國家，長達2,820公里的，建立起地球的精確大小和形狀。2005年，聯合國教科文組織在其歐洲世界遺產名錄中列出了這一條長鏈。

## 家族
斯特魯維是五代天文學家族的第二代。他是奧托·斯特魯維的曾祖父，奧托·斯特魯維的叔叔赫爾曼·馮·斯特魯維的祖父，奧托·威廉·馮·斯特魯維的父親。
他在1815與Emilie Wall（1796–1834）在阿爾托納結婚，育有12位子女，但只有8位度過幼年存活下來。除了奧托·威廉·馮·斯特魯維之外，其他子女海因里希·威廉·馮·斯特魯維（1822-1908）是著名的化學家，伯恩哈德·威廉·馮·斯特魯維（1827-1889）在西伯利亞擔任政府官員，後來又擔任阿斯特拉罕和彼爾姆的省長。
他的第一任妻子過世後，他再婚，娶了數學家馬丁·巴特爾斯的女兒約翰娜·亨利特·弗朗西斯卡·巴特爾斯（1807–1867）<ref name="r1/">，再生了6位子女。最有名的是Karl de Struve（1835-1907），他先後擔任俄羅斯駐日本、美國、和荷蘭的大使。
伯恩哈德的兒子彼得·伯纳加多维奇·斯特鲁维（1870-1944）可能是俄羅斯大陸家族中最有名的成員（他的其他後代主要在波羅的海地區，有些後來又到了德國）。他是俄羅斯最早的馬克思主義者之一，並在1898年撰寫了俄羅斯社會民主工黨成立的宣言。甚至在該黨分裂為布爾什維克和孟什維克之前，斯特魯維就投身促進自由主義思想的憲政民主黨。他代表這個黨參加了革命前的所有國家杜馬。在1917年俄國革命之後， Af他發表了幾篇引人注目關於革命原因的文章，並加入俄國白軍。在弗蘭格爾和鄧尼金的政府中，他都擔任部長的職務。在隨後的三十年裏，彼得羅住在巴黎，而他的孩子們則在俄羅斯境外的俄羅斯東正教裏很傑出（顯赫）。

## 外部連結
- Henry Batten. . Springer. 1988. ISBN 90-277-2652-3.
- 维基共享资源上的相關多媒體資源：弗里德里希·冯·斯特鲁维
- WorldCat 聯合目錄中弗里德里希·冯·斯特鲁维的著作或與之相關的著作
- Portraits of Friedrich Georg Wilhelm Struve from the Lick Observatory Records Digital Archive, UC Santa Cruz Library's Digital Collections （页面存档备份，存于）
- Estonian souvenir sheet and first day cover dedicated to Struve and Struve Geodetic Arc (2011) （页面存档备份，存于）

| \| \| \| \| \| \| \| \| \| \| \| \| \| \| \| \| \| 雅各布 （1755年–1841年） 數學家 \| 雅各布 （1755年–1841年） 數學家 \| 雅各布 （1755年–1841年） 數學家 \| 雅各布 （1755年–1841年） 數學家 \| 雅各布 （1755年–1841年） 數學家 \| 雅各布 （1755年–1841年） 數學家 \| \| \| \| \| \| \| \| \| \| \| \| \| \| \| \| \| \| \| 安東·塞巴斯蒂安 神聖羅馬帝國議會議長 \| 安東·塞巴斯蒂安 神聖羅馬帝國議會議長 \| 安東·塞巴斯蒂安 神聖羅馬帝國議會議長 \| 安東·塞巴斯蒂安 神聖羅馬帝國議會議長 \| 安東·塞巴斯蒂安 神聖羅馬帝國議會議長 \| 安東·塞巴斯蒂安 神聖羅馬帝國議會議長 \| \| \| \| \| \| \| \| \| \| \| \| \| \| \| \| \| \| \| \| \| \| \| \| \| \| \| \| \| \| \| \| \| \| \| \| \| \| \| \| \| \| \| \| \| \| \| \| \| \| 雅各布 （1755年–1841年） 數學家 \| 雅各布 （1755年–1841年） 數學家 \| 雅各布 （1755年–1841年） 數學家 \| 雅各布 （1755年–1841年） 數學家 \| 雅各布 （1755年–1841年） 數學家 \| 雅各布 （1755年–1841年） 數學家 \| \| \| \| \| \| \| \| \| \| \| \| \| \| \| \| \| \| \| 安東·塞巴斯蒂安 神聖羅馬帝國議會議長 \| 安東·塞巴斯蒂安 神聖羅馬帝國議會議長 \| 安東·塞巴斯蒂安 神聖羅馬帝國議會議長 \| 安東·塞巴斯蒂安 神聖羅馬帝國議會議長 \| 安東·塞巴斯蒂安 神聖羅馬帝國議會議長 \| 安東·塞巴斯蒂安 神聖羅馬帝國議會議長 \| \| \| \| \| \| \| \| \| \| \| \| \| \| \| \| \| \| \| \| \| \| \| \| \| \| \| \| \| \| \| \| \| \| \| \| \| \| \| \| \| \| \| \| \| \| \| \| \| \| \| \| \| \| \| \| \| \| \| \| \| \| \| \| \| \| \| \| \| \| \| \| \| \| \| \| \| \| \| \| \| \| \| \| \| \| \| \| \| \| \| \| \| \| \| \| \| \| \| \| \| \| \| \| \| \| \| \| \| \| \| \| \| 卡爾 （1785年–1838年） 語言學家 \| 卡爾 （1785年–1838年） 語言學家 \| 卡爾 （1785年–1838年） 語言學家 \| 卡爾 （1785年–1838年） 語言學家 \| 卡爾 （1785年–1838年） 語言學家 \| 卡爾 （1785年–1838年） 語言學家 \| \| \| 恩斯特 （1786年–1822年） \| 恩斯特 （1786年–1822年） \| 恩斯特 （1786年–1822年） \| 恩斯特 （1786年–1822年） \| 恩斯特 （1786年–1822年） \| 恩斯特 （1786年–1822年） \| \| \| 古斯塔夫 （1788年–1829年） \| 古斯塔夫 （1788年–1829年） \| 古斯塔夫 （1788年–1829年） \| 古斯塔夫 （1788年–1829年） \| 古斯塔夫 （1788年–1829年） \| 古斯塔夫 （1788年–1829年） \| \| \| 弗里德里希·格奧爾格·威廉 （1793年–1864年） 天文學家 \| 弗里德里希·格奧爾格·威廉 （1793年–1864年） 天文學家 \| 弗里德里希·格奧爾格·威廉 （1793年–1864年） 天文學家 \| 弗里德里希·格奧爾格·威廉 （1793年–1864年） 天文學家 \| 弗里德里希·格奧爾格·威廉 （1793年–1864年） 天文學家 \| 弗里德里希·格奧爾格·威廉 （1793年–1864年） 天文學家 \| \| \| 路德維希 （1795年–1828年） 解剖學家 \| 路德維希 （1795年–1828年） 解剖學家 \| 路德維希 （1795年–1828年） 解剖學家 \| 路德維希 （1795年–1828年） 解剖學家 \| 路德維希 （1795年–1828年） 解剖學家 \| 路德維希 （1795年–1828年） 解剖學家 \| \| \| 約翰·克里斯多福·古斯塔夫 （1763年–1828年） 外交官 \| 約翰·克里斯多福·古斯塔夫 （1763年–1828年） 外交官 \| 約翰·克里斯多福·古斯塔夫 （1763年–1828年） 外交官 \| 約翰·克里斯多福·古斯塔夫 （1763年–1828年） 外交官 \| 約翰·克里斯多福·古斯塔夫 （1763年–1828年） 外交官 \| 約翰·克里斯多福·古斯塔夫 （1763年–1828年） 外交官 \| \| \| \| \| \| \| \| \| \| \| \| \| \| \| \| \| \| \| \| \| \| \| \| \| \| \| \| \| \| \| \| \| \| 卡爾 （1785年–1838年） 語言學家 \| 卡爾 （1785年–1838年） 語言學家 \| 卡爾 （1785年–1838年） 語言學家 \| 卡爾 （1785年–1838年） 語言學家 \| 卡爾 （1785年–1838年） 語言學家 \| 卡爾 （1785年–1838年） 語言學家 \| \| \| 恩斯特 （1786年–1822年） \| 恩斯特 （1786年–1822年） \| 恩斯特 （1786年–1822年） \| 恩斯特 （1786年–1822年） \| 恩斯特 （1786年–1822年） \| 恩斯特 （1786年–1822年） \| \| \| 古斯塔夫 （1788年–1829年） \| 古斯塔夫 （1788年–1829年） \| 古斯塔夫 （1788年–1829年） \| 古斯塔夫 （1788年–1829年） \| 古斯塔夫 （1788年–1829年） \| 古斯塔夫 （1788年–1829年） \| \| \| 弗里德里希·格奧爾格·威廉 （1793年–1864年） 天文學家 \| 弗里德里希·格奧爾格·威廉 （1793年–1864年） 天文學家 \| 弗里德里希·格奧爾格·威廉 （1793年–1864年） 天文學家 \| 弗里德里希·格奧爾格·威廉 （1793年–1864年） 天文學家 \| 弗里德里希·格奧爾格·威廉 （1793年–1864年） 天文學家 \| 弗里德里希·格奧爾格·威廉 （1793年–1864年） 天文學家 \| \| \| 路德維希 （1795年–1828年） 解剖學家 \| 路德維希 （1795年–1828年） 解剖學家 \| 路德維希 （1795年–1828年） 解剖學家 \| 路德維希 （1795年–1828年） 解剖學家 \| 路德維希 （1795年–1828年） 解剖學家 \| 路德維希 （1795年–1828年） 解剖學家 \| \| \| 約翰·克里斯多福·古斯塔夫 （1763年–1828年） 外交官 \| 約翰·克里斯多福·古斯塔夫 （1763年–1828年） 外交官 \| 約翰·克里斯多福·古斯塔夫 （1763年–1828年） 外交官 \| 約翰·克里斯多福·古斯塔夫 （1763年–1828年） 外交官 \| 約翰·克里斯多福·古斯塔夫 （1763年–1828年） 外交官 \| 約翰·克里斯多福·古斯塔夫 （1763年–1828年） 外交官 \| \| \| \| \| \| \| \| \| \| \| \| \| \| \| \| \| \| \| \| \| \| \| \| \| \| \| \| \| \| \| \| \| \| \| \| \| \| \| \| \| \| \| \| \| \| \| \| \| \| \| \| \| \| \| \| \| \| \| \| \| \| \| \| \| \| \| \| \| \| \| \| \| \| \| \| \| \| \| \| \| \| \| \| \| \| \| \| \| \| \| \| \| \| \| \| \| \| \| \| \| \| \| \| \| \| \| \| \| \| \| \| \| 奧托·威廉 （1819年–1905年） 天文學家 \| 奧托·威廉 （1819年–1905年） 天文學家 \| 奧托·威廉 （1819年–1905年） 天文學家 \| 奧托·威廉 （1819年–1905年） 天文學家 \| 奧托·威廉 （1819年–1905年） 天文學家 \| 奧托·威廉 （1819年–1905年） 天文學家 \| \| \| 根里克 （1822年 - 1908年） 化學家 \| 根里克 （1822年 - 1908年） 化學家 \| 根里克 （1822年 - 1908年） 化學家 \| 根里克 （1822年 - 1908年） 化學家 \| 根里克 （1822年 - 1908年） 化學家 \| 根里克 （1822年 - 1908年） 化學家 \| \| \| 伯恩加德 （1827年 - 1889年） 俄羅斯官員 \| 伯恩加德 （1827年 - 1889年） 俄羅斯官員 \| 伯恩加德 （1827年 - 1889年） 俄羅斯官員 \| 伯恩加德 （1827年 - 1889年） 俄羅斯官員 \| 伯恩加德 （1827年 - 1889年） 俄羅斯官員 \| 伯恩加德 （1827年 - 1889年） 俄羅斯官員 \| \| \| 卡爾 （1835年–1907年） 政治家 \| 卡爾 （1835年–1907年） 政治家 \| 卡爾 （1835年–1907年） 政治家 \| 卡爾 （1835年–1907年） 政治家 \| 卡爾 （1835年–1907年） 政治家 \| 卡爾 （1835年–1907年） 政治家 \| \| \| 約翰·路德維希 （1812年–1898年） \| 約翰·路德維希 （1812年–1898年） \| 約翰·路德維希 （1812年–1898年） \| 約翰·路德維希 （1812年–1898年） \| 約翰·路德維希 （1812年–1898年） \| 約翰·路德維希 （1812年–1898年） \| \| \| 古斯塔夫 （1805年–1870年） 政治家 \| 古斯塔夫 （1805年–1870年） 政治家 \| 古斯塔夫 （1805年–1870年） 政治家 \| 古斯塔夫 （1805年–1870年） 政治家 \| 古斯塔夫 （1805年–1870年） 政治家 \| 古斯塔夫 （1805年–1870年） 政治家 \| \| \| \| \| \| \| \| \| \| \| \| \| \| \| \| \| \| \| \| \| \| \| \| \| \| \| \| \| \| \| \| \| \| 奧托·威廉 （1819年–1905年） 天文學家 \| 奧托·威廉 （1819年–1905年） 天文學家 \| 奧托·威廉 （1819年–1905年） 天文學家 \| 奧托·威廉 （1819年–1905年） 天文學家 \| 奧托·威廉 （1819年–1905年） 天文學家 \| 奧托·威廉 （1819年–1905年） 天文學家 \| \| \| 根里克 （1822年 - 1908年） 化學家 \| 根里克 （1822年 - 1908年） 化學家 \| 根里克 （1822年 - 1908年） 化學家 \| 根里克 （1822年 - 1908年） 化學家 \| 根里克 （1822年 - 1908年） 化學家 \| 根里克 （1822年 - 1908年） 化學家 \| \| \| 伯恩加德 （1827年 - 1889年） 俄羅斯官員 \| 伯恩加德 （1827年 - 1889年） 俄羅斯官員 \| 伯恩加德 （1827年 - 1889年） 俄羅斯官員 \| 伯恩加德 （1827年 - 1889年） 俄羅斯官員 \| 伯恩加德 （1827年 - 1889年） 俄羅斯官員 \| 伯恩加德 （1827年 - 1889年） 俄羅斯官員 \| \| \| 卡爾 （1835年–1907年） 政治家 \| 卡爾 （1835年–1907年） 政治家 \| 卡爾 （1835年–1907年） 政治家 \| 卡爾 （1835年–1907年） 政治家 \| 卡爾 （1835年–1907年） 政治家 \| 卡爾 （1835年–1907年） 政治家 \| \| \| 約翰·路德維希 （1812年–1898年） \| 約翰·路德維希 （1812年–1898年） \| 約翰·路德維希 （1812年–1898年） \| 約翰·路德維希 （1812年–1898年） \| 約翰·路德維希 （1812年–1898年） \| 約翰·路德維希 （1812年–1898年） \| \| \| 古斯塔夫 （1805年–1870年） 政治家 \| 古斯塔夫 （1805年–1870年） 政治家 \| 古斯塔夫 （1805年–1870年） 政治家 \| 古斯塔夫 （1805年–1870年） 政治家 \| 古斯塔夫 （1805年–1870年） 政治家 \| 古斯塔夫 （1805年–1870年） 政治家 \| \| \| \| \| \| \| \| \| \| \| \| \| \| \| \| \| \| \| \| \| \| \| \| \| \| \| \| \| \| \| \| \| \| \| \| \| \| \| \| \| \| \| \| \| \| \| \| \| \| \| \| \| \| \| \| \| \| \| \| \| \| \| \| \| \| \| \| \| \| \| \| \| \| \| \| \| \| \| \| \| \| \| \| \| \| \| \| \| \| \| \| \| \| \| \| \| \| \| \| \| \| \| \| \| \| \| \| \| \| \| \| \| 卡爾·赫爾曼 （1854年–1920年） 天文學家 \| 卡爾·赫爾曼 （1854年–1920年） 天文學家 \| 卡爾·赫爾曼 （1854年–1920年） 天文學家 \| 卡爾·赫爾曼 （1854年–1920年） 天文學家 \| 卡爾·赫爾曼 （1854年–1920年） 天文學家 \| 卡爾·赫爾曼 （1854年–1920年） 天文學家 \| \| \| 古斯塔夫·路德維希 （1858年–1920年） 天文學家 \| 古斯塔夫·路德維希 （1858年–1920年） 天文學家 \| 古斯塔夫·路德維希 （1858年–1920年） 天文學家 \| 古斯塔夫·路德維希 （1858年–1920年） 天文學家 \| 古斯塔夫·路德維希 （1858年–1920年） 天文學家 \| 古斯塔夫·路德維希 （1858年–1920年） 天文學家 \| \| \| 瓦西里·伯恩加多維奇 （1854年–1912年） 數學家 \| 瓦西里·伯恩加多維奇 （1854年–1912年） 數學家 \| 瓦西里·伯恩加多維奇 （1854年–1912年） 數學家 \| 瓦西里·伯恩加多維奇 （1854年–1912年） 數學家 \| 瓦西里·伯恩加多維奇 （1854年–1912年） 數學家 \| 瓦西里·伯恩加多維奇 （1854年–1912年） 數學家 \| \| \| 彼得·伯恩加多維奇 （1870年–1944年） 革命家 \| 彼得·伯恩加多維奇 （1870年–1944年） 革命家 \| 彼得·伯恩加多維奇 （1870年–1944年） 革命家 \| 彼得·伯恩加多維奇 （1870年–1944年） 革命家 \| 彼得·伯恩加多維奇 （1870年–1944年） 革命家 \| 彼得·伯恩加多維奇 （1870年–1944年） 革命家 \| \| \| 阿列克謝·彼德羅維奇 \| 阿列克謝·彼德羅維奇 \| 阿列克謝·彼德羅維奇 \| 阿列克謝·彼德羅維奇 \| 阿列克謝·彼德羅維奇 \| 阿列克謝·彼德羅維奇 \| \| \| \| \| \| \| \| \| \| \| \| \| \| \| \| \| \| \| \| \| \| \| \| \| \| \| \| \| \| \| \| \| \| \| \| \| \| \| \| \| \| 卡爾·赫爾曼 （1854年–1920年） 天文學家 \| 卡爾·赫爾曼 （1854年–1920年） 天文學家 \| 卡爾·赫爾曼 （1854年–1920年） 天文學家 \| 卡爾·赫爾曼 （1854年–1920年） 天文學家 \| 卡爾·赫爾曼 （1854年–1920年） 天文學家 \| 卡爾·赫爾曼 （1854年–1920年） 天文學家 \| \| \| 古斯塔夫·路德維希 （1858年–1920年） 天文學家 \| 古斯塔夫·路德維希 （1858年–1920年） 天文學家 \| 古斯塔夫·路德維希 （1858年–1920年） 天文學家 \| 古斯塔夫·路德維希 （1858年–1920年） 天文學家 \| 古斯塔夫·路德維希 （1858年–1920年） 天文學家 \| 古斯塔夫·路德維希 （1858年–1920年） 天文學家 \| \| \| 瓦西里·伯恩加多維奇 （1854年–1912年） 數學家 \| 瓦西里·伯恩加多維奇 （1854年–1912年） 數學家 \| 瓦西里·伯恩加多維奇 （1854年–1912年） 數學家 \| 瓦西里·伯恩加多維奇 （1854年–1912年） 數學家 \| 瓦西里·伯恩加多維奇 （1854年–1912年） 數學家 \| 瓦西里·伯恩加多維奇 （1854年–1912年） 數學家 \| \| \| 彼得·伯恩加多維奇 （1870年–1944年） 革命家 \| 彼得·伯恩加多維奇 （1870年–1944年） 革命家 \| 彼得·伯恩加多維奇 （1870年–1944年） 革命家 \| 彼得·伯恩加多維奇 （1870年–1944年） 革命家 \| 彼得·伯恩加多維奇 （1870年–1944年） 革命家 \| 彼得·伯恩加多維奇 （1870年–1944年） 革命家 \| \| \| 阿列克謝·彼德羅維奇 \| 阿列克謝·彼德羅維奇 \| 阿列克謝·彼德羅維奇 \| 阿列克謝·彼德羅維奇 \| 阿列克謝·彼德羅維奇 \| 阿列克謝·彼德羅維奇 \| \| \| \| \| \| \| \| \| \| \| \| \| \| \| \| \| \| \| \| \| \| \| \| \| \| \| \| \| \| \| \| \| \| \| \| \| \| \| \| \| \| 格奧爾格·赫爾曼 （1886年–1933年） 天文學家 \| 格奧爾格·赫爾曼 （1886年–1933年） 天文學家 \| 格奧爾格·赫爾曼 （1886年–1933年） 天文學家 \| 格奧爾格·赫爾曼 （1886年–1933年） 天文學家 \| 格奧爾格·赫爾曼 （1886年–1933年） 天文學家 \| 格奧爾格·赫爾曼 （1886年–1933年） 天文學家 \| \| \| 奥托 （1897年–1963年） 天文學家 \| 奥托 （1897年–1963年） 天文學家 \| 奥托 （1897年–1963年） 天文學家 \| 奥托 （1897年–1963年） 天文學家 \| 奥托 （1897年–1963年） 天文學家 \| 奥托 （1897年–1963年） 天文學家 \| \| \| 瓦西里·瓦西里耶維奇 （1889年–1965年） 歷史學家 \| 瓦西里·瓦西里耶維奇 （1889年–1965年） 歷史學家 \| 瓦西里·瓦西里耶維奇 （1889年–1965年） 歷史學家 \| 瓦西里·瓦西里耶維奇 （1889年–1965年） 歷史學家 \| 瓦西里·瓦西里耶維奇 （1889年–1965年） 歷史學家 \| 瓦西里·瓦西里耶維奇 （1889年–1965年） 歷史學家 \| \| \| 格列布 （1898年–1985年） 詩人 \| 格列布 （1898年–1985年） 詩人 \| 格列布 （1898年–1985年） 詩人 \| 格列布 （1898年–1985年） 詩人 \| 格列布 （1898年–1985年） 詩人 \| 格列布 （1898年–1985年） 詩人 \| \| \| \| \| \| \| \| \| \| \| \| \| \| \| \| \| \| \| \| \| \| \| \| \| \| \| \| \| \| \| \| \| \| \| \| \| \| \| \| \| \| \| \| \| \| \| \| \| \| 格奧爾格·赫爾曼 （1886年–1933年） 天文學家 \| 格奧爾格·赫爾曼 （1886年–1933年） 天文學家 \| 格奧爾格·赫爾曼 （1886年–1933年） 天文學家 \| 格奧爾格·赫爾曼 （1886年–1933年） 天文學家 \| 格奧爾格·赫爾曼 （1886年–1933年） 天文學家 \| 格奧爾格·赫爾曼 （1886年–1933年） 天文學家 \| \| \| 奥托 （1897年–1963年） 天文學家 \| 奥托 （1897年–1963年） 天文學家 \| 奥托 （1897年–1963年） 天文學家 \| 奥托 （1897年–1963年） 天文學家 \| 奥托 （1897年–1963年） 天文學家 \| 奥托 （1897年–1963年） 天文學家 \| \| \| 瓦西里·瓦西里耶維奇 （1889年–1965年） 歷史學家 \| 瓦西里·瓦西里耶維奇 （1889年–1965年） 歷史學家 \| 瓦西里·瓦西里耶維奇 （1889年–1965年） 歷史學家 \| 瓦西里·瓦西里耶維奇 （1889年–1965年） 歷史學家 \| 瓦西里·瓦西里耶維奇 （1889年–1965年） 歷史學家 \| 瓦西里·瓦西里耶維奇 （1889年–1965年） 歷史學家 \| \| \| 格列布 （1898年–1985年） 詩人 \| 格列布 （1898年–1985年） 詩人 \| 格列布 （1898年–1985年） 詩人 \| 格列布 （1898年–1985年） 詩人 \| 格列布 （1898年–1985年） 詩人 \| 格列布 （1898年–1985年） 詩人 \| \| \| \| \| \| \| \| \| \| \| \| \| \| \| \| \| \| \| \| \| \| \| \| \| \| \| \| \| \| \| \| \| \| \| \| \| \| \| \| \| \| \| \| \| \| \| \| \| \| 威爾弗里德 （1914年–1992年） 天文學家 \| \| \| \| \| \| \| \| \| \| \| \| \| \| \| \| \| \| \| \| \| \| \| \| \| \| \| \| \| \| \| \| \| \| \| \| \| \| \| \| \| \| \| \| \| \| \| \| \| \| \| \| \| \| \| \| \| \| \| \| \| \| \| \| \| \| \| \| \| \| \| \| \| \| \| \| \| \| |                                            |                                            |                                            |                                            |                                            |  |  |                                              |                                              |                                              |                                              |                                              |                                              |  |  |                                                |                                                |                                                |                                                |                                                |                                                |  |  |                                                     |                                                     |                                                     |                                                     |                                                     |                                                     |  |  |                                     |                                     |                                     |                                     |                                     |                                     |  |  |                                                   |                                                   |                                                   |                                                   |                                                   |                                                   |  |  |  |  |  |  |  |  |  |  |  |  |  |  |  |  |  |  |  |  |  |  |  |  |  |  |  |  |  |  |  |  |
| Notes: |                                            |                                            |                                            |                                            |                                            |  |  |                                              |                                              |                                              |                                              |                                              |                                              |  |  |                                                |                                                |                                                |                                                |                                                |                                                |  |  |                                                     |                                                     |                                                     |                                                     |                                                     |                                                     |  |  |                                     |                                     |                                     |                                     |                                     |                                     |  |  |                                                   |                                                   |                                                   |                                                   |                                                   |                                                   |  |  |  |  |  |  |  |  |  |  |  |  |  |  |  |  |  |  |  |  |  |  |  |  |  |  |  |  |  |  |  |  |
| |                                            |                                            |                                            |                                            |                                            |  |  |                                              |                                              |                                              |                                              |                                              |                                              |  |  | 雅各布 （1755年–1841年） 數學家                | 雅各布 （1755年–1841年） 數學家                | 雅各布 （1755年–1841年） 數學家                | 雅各布 （1755年–1841年） 數學家                | 雅各布 （1755年–1841年） 數學家                | 雅各布 （1755年–1841年） 數學家                |  |  |                                                     |                                                     |                                                     |                                                     |                                                     |                                                     |  |  |                                     |                                     |                                     |                                     |                                     |                                     |  |  | 安東·塞巴斯蒂安 神聖羅馬帝國議會議長              | 安東·塞巴斯蒂安 神聖羅馬帝國議會議長              | 安東·塞巴斯蒂安 神聖羅馬帝國議會議長              | 安東·塞巴斯蒂安 神聖羅馬帝國議會議長              | 安東·塞巴斯蒂安 神聖羅馬帝國議會議長              | 安東·塞巴斯蒂安 神聖羅馬帝國議會議長              |  |  |  |  |  |  |  |  |  |  |  |  |  |  |  |  |  |  |  |  |  |  |  |  |  |  |  |  |  |  |  |  |
| |                                            |                                            |                                            |                                            |                                            |  |  |                                              |                                              |                                              |                                              |                                              |                                              |  |  | 雅各布 （1755年–1841年） 數學家                | 雅各布 （1755年–1841年） 數學家                | 雅各布 （1755年–1841年） 數學家                | 雅各布 （1755年–1841年） 數學家                | 雅各布 （1755年–1841年） 數學家                | 雅各布 （1755年–1841年） 數學家                |  |  |                                                     |                                                     |                                                     |                                                     |                                                     |                                                     |  |  |                                     |                                     |                                     |                                     |                                     |                                     |  |  | 安東·塞巴斯蒂安 神聖羅馬帝國議會議長              | 安東·塞巴斯蒂安 神聖羅馬帝國議會議長              | 安東·塞巴斯蒂安 神聖羅馬帝國議會議長              | 安東·塞巴斯蒂安 神聖羅馬帝國議會議長              | 安東·塞巴斯蒂安 神聖羅馬帝國議會議長              | 安東·塞巴斯蒂安 神聖羅馬帝國議會議長              |  |  |  |  |  |  |  |  |  |  |  |  |  |  |  |  |  |  |  |  |  |  |  |  |  |  |  |  |  |  |  |  |
| |                                            |                                            |                                            |                                            |                                            |  |  |                                              |                                              |                                              |                                              |                                              |                                              |  |  |                                                |                                                |                                                |                                                |                                                |                                                |  |  |                                                     |                                                     |                                                     |                                                     |                                                     |                                                     |  |  |                                     |                                     |                                     |                                     |                                     |                                     |  |  |                                                   |                                                   |                                                   |                                                   |                                                   |                                                   |  |  |  |  |  |  |  |  |  |  |  |  |  |  |  |  |  |  |  |  |  |  |  |  |  |  |  |  |  |  |  |  |
| 卡爾 （1785年–1838年） 語言學家 | 卡爾 （1785年–1838年） 語言學家            | 卡爾 （1785年–1838年） 語言學家            | 卡爾 （1785年–1838年） 語言學家            | 卡爾 （1785年–1838年） 語言學家            | 卡爾 （1785年–1838年） 語言學家            |  |  | 恩斯特 （1786年–1822年）                     | 恩斯特 （1786年–1822年）                     | 恩斯特 （1786年–1822年）                     | 恩斯特 （1786年–1822年）                     | 恩斯特 （1786年–1822年）                     | 恩斯特 （1786年–1822年）                     |  |  | 古斯塔夫 （1788年–1829年）                     | 古斯塔夫 （1788年–1829年）                     | 古斯塔夫 （1788年–1829年）                     | 古斯塔夫 （1788年–1829年）                     | 古斯塔夫 （1788年–1829年）                     | 古斯塔夫 （1788年–1829年）                     |  |  | 弗里德里希·格奧爾格·威廉 （1793年–1864年） 天文學家 | 弗里德里希·格奧爾格·威廉 （1793年–1864年） 天文學家 | 弗里德里希·格奧爾格·威廉 （1793年–1864年） 天文學家 | 弗里德里希·格奧爾格·威廉 （1793年–1864年） 天文學家 | 弗里德里希·格奧爾格·威廉 （1793年–1864年） 天文學家 | 弗里德里希·格奧爾格·威廉 （1793年–1864年） 天文學家 |  |  | 路德維希 （1795年–1828年） 解剖學家 | 路德維希 （1795年–1828年） 解剖學家 | 路德維希 （1795年–1828年） 解剖學家 | 路德維希 （1795年–1828年） 解剖學家 | 路德維希 （1795年–1828年） 解剖學家 | 路德維希 （1795年–1828年） 解剖學家 |  |  | 約翰·克里斯多福·古斯塔夫 （1763年–1828年） 外交官 | 約翰·克里斯多福·古斯塔夫 （1763年–1828年） 外交官 | 約翰·克里斯多福·古斯塔夫 （1763年–1828年） 外交官 | 約翰·克里斯多福·古斯塔夫 （1763年–1828年） 外交官 | 約翰·克里斯多福·古斯塔夫 （1763年–1828年） 外交官 | 約翰·克里斯多福·古斯塔夫 （1763年–1828年） 外交官 |  |  |  |  |  |  |  |  |  |  |  |  |  |  |  |  |  |  |  |  |  |  |  |  |  |  |  |  |  |  |  |  |
| 卡爾 （1785年–1838年） 語言學家 | 卡爾 （1785年–1838年） 語言學家            | 卡爾 （1785年–1838年） 語言學家            | 卡爾 （1785年–1838年） 語言學家            | 卡爾 （1785年–1838年） 語言學家            | 卡爾 （1785年–1838年） 語言學家            |  |  | 恩斯特 （1786年–1822年）                     | 恩斯特 （1786年–1822年）                     | 恩斯特 （1786年–1822年）                     | 恩斯特 （1786年–1822年）                     | 恩斯特 （1786年–1822年）                     | 恩斯特 （1786年–1822年）                     |  |  | 古斯塔夫 （1788年–1829年）                     | 古斯塔夫 （1788年–1829年）                     | 古斯塔夫 （1788年–1829年）                     | 古斯塔夫 （1788年–1829年）                     | 古斯塔夫 （1788年–1829年）                     | 古斯塔夫 （1788年–1829年）                     |  |  | 弗里德里希·格奧爾格·威廉 （1793年–1864年） 天文學家 | 弗里德里希·格奧爾格·威廉 （1793年–1864年） 天文學家 | 弗里德里希·格奧爾格·威廉 （1793年–1864年） 天文學家 | 弗里德里希·格奧爾格·威廉 （1793年–1864年） 天文學家 | 弗里德里希·格奧爾格·威廉 （1793年–1864年） 天文學家 | 弗里德里希·格奧爾格·威廉 （1793年–1864年） 天文學家 |  |  | 路德維希 （1795年–1828年） 解剖學家 | 路德維希 （1795年–1828年） 解剖學家 | 路德維希 （1795年–1828年） 解剖學家 | 路德維希 （1795年–1828年） 解剖學家 | 路德維希 （1795年–1828年） 解剖學家 | 路德維希 （1795年–1828年） 解剖學家 |  |  | 約翰·克里斯多福·古斯塔夫 （1763年–1828年） 外交官 | 約翰·克里斯多福·古斯塔夫 （1763年–1828年） 外交官 | 約翰·克里斯多福·古斯塔夫 （1763年–1828年） 外交官 | 約翰·克里斯多福·古斯塔夫 （1763年–1828年） 外交官 | 約翰·克里斯多福·古斯塔夫 （1763年–1828年） 外交官 | 約翰·克里斯多福·古斯塔夫 （1763年–1828年） 外交官 |  |  |  |  |  |  |  |  |  |  |  |  |  |  |  |  |  |  |  |  |  |  |  |  |  |  |  |  |  |  |  |  |
| |                                            |                                            |                                            |                                            |                                            |  |  |                                              |                                              |                                              |                                              |                                              |                                              |  |  |                                                |                                                |                                                |                                                |                                                |                                                |  |  |                                                     |                                                     |                                                     |                                                     |                                                     |                                                     |  |  |                                     |                                     |                                     |                                     |                                     |                                     |  |  |                                                   |                                                   |                                                   |                                                   |                                                   |                                                   |  |  |  |  |  |  |  |  |  |  |  |  |  |  |  |  |  |  |  |  |  |  |  |  |  |  |  |  |  |  |  |  |
| 奧托·威廉 （1819年–1905年） 天文學家 | 奧托·威廉 （1819年–1905年） 天文學家       | 奧托·威廉 （1819年–1905年） 天文學家       | 奧托·威廉 （1819年–1905年） 天文學家       | 奧托·威廉 （1819年–1905年） 天文學家       | 奧托·威廉 （1819年–1905年） 天文學家       |  |  | 根里克 （1822年 - 1908年） 化學家            | 根里克 （1822年 - 1908年） 化學家            | 根里克 （1822年 - 1908年） 化學家            | 根里克 （1822年 - 1908年） 化學家            | 根里克 （1822年 - 1908年） 化學家            | 根里克 （1822年 - 1908年） 化學家            |  |  | 伯恩加德 （1827年 - 1889年） 俄羅斯官員        | 伯恩加德 （1827年 - 1889年） 俄羅斯官員        | 伯恩加德 （1827年 - 1889年） 俄羅斯官員        | 伯恩加德 （1827年 - 1889年） 俄羅斯官員        | 伯恩加德 （1827年 - 1889年） 俄羅斯官員        | 伯恩加德 （1827年 - 1889年） 俄羅斯官員        |  |  | 卡爾 （1835年–1907年） 政治家                       | 卡爾 （1835年–1907年） 政治家                       | 卡爾 （1835年–1907年） 政治家                       | 卡爾 （1835年–1907年） 政治家                       | 卡爾 （1835年–1907年） 政治家                       | 卡爾 （1835年–1907年） 政治家                       |  |  | 約翰·路德維希 （1812年–1898年）     | 約翰·路德維希 （1812年–1898年）     | 約翰·路德維希 （1812年–1898年）     | 約翰·路德維希 （1812年–1898年）     | 約翰·路德維希 （1812年–1898年）     | 約翰·路德維希 （1812年–1898年）     |  |  | 古斯塔夫 （1805年–1870年） 政治家                 | 古斯塔夫 （1805年–1870年） 政治家                 | 古斯塔夫 （1805年–1870年） 政治家                 | 古斯塔夫 （1805年–1870年） 政治家                 | 古斯塔夫 （1805年–1870年） 政治家                 | 古斯塔夫 （1805年–1870年） 政治家                 |  |  |  |  |  |  |  |  |  |  |  |  |  |  |  |  |  |  |  |  |  |  |  |  |  |  |  |  |  |  |  |  |
| 奧托·威廉 （1819年–1905年） 天文學家 | 奧托·威廉 （1819年–1905年） 天文學家       | 奧托·威廉 （1819年–1905年） 天文學家       | 奧托·威廉 （1819年–1905年） 天文學家       | 奧托·威廉 （1819年–1905年） 天文學家       | 奧托·威廉 （1819年–1905年） 天文學家       |  |  | 根里克 （1822年 - 1908年） 化學家            | 根里克 （1822年 - 1908年） 化學家            | 根里克 （1822年 - 1908年） 化學家            | 根里克 （1822年 - 1908年） 化學家            | 根里克 （1822年 - 1908年） 化學家            | 根里克 （1822年 - 1908年） 化學家            |  |  | 伯恩加德 （1827年 - 1889年） 俄羅斯官員        | 伯恩加德 （1827年 - 1889年） 俄羅斯官員        | 伯恩加德 （1827年 - 1889年） 俄羅斯官員        | 伯恩加德 （1827年 - 1889年） 俄羅斯官員        | 伯恩加德 （1827年 - 1889年） 俄羅斯官員        | 伯恩加德 （1827年 - 1889年） 俄羅斯官員        |  |  | 卡爾 （1835年–1907年） 政治家                       | 卡爾 （1835年–1907年） 政治家                       | 卡爾 （1835年–1907年） 政治家                       | 卡爾 （1835年–1907年） 政治家                       | 卡爾 （1835年–1907年） 政治家                       | 卡爾 （1835年–1907年） 政治家                       |  |  | 約翰·路德維希 （1812年–1898年）     | 約翰·路德維希 （1812年–1898年）     | 約翰·路德維希 （1812年–1898年）     | 約翰·路德維希 （1812年–1898年）     | 約翰·路德維希 （1812年–1898年）     | 約翰·路德維希 （1812年–1898年）     |  |  | 古斯塔夫 （1805年–1870年） 政治家                 | 古斯塔夫 （1805年–1870年） 政治家                 | 古斯塔夫 （1805年–1870年） 政治家                 | 古斯塔夫 （1805年–1870年） 政治家                 | 古斯塔夫 （1805年–1870年） 政治家                 | 古斯塔夫 （1805年–1870年） 政治家                 |  |  |  |  |  |  |  |  |  |  |  |  |  |  |  |  |  |  |  |  |  |  |  |  |  |  |  |  |  |  |  |  |
| |                                            |                                            |                                            |                                            |                                            |  |  |                                              |                                              |                                              |                                              |                                              |                                              |  |  |                                                |                                                |                                                |                                                |                                                |                                                |  |  |                                                     |                                                     |                                                     |                                                     |                                                     |                                                     |  |  |                                     |                                     |                                     |                                     |                                     |                                     |  |  |                                                   |                                                   |                                                   |                                                   |                                                   |                                                   |  |  |  |  |  |  |  |  |  |  |  |  |  |  |  |  |  |  |  |  |  |  |  |  |  |  |  |  |  |  |  |  |
| 卡爾·赫爾曼 （1854年–1920年） 天文學家 | 卡爾·赫爾曼 （1854年–1920年） 天文學家     | 卡爾·赫爾曼 （1854年–1920年） 天文學家     | 卡爾·赫爾曼 （1854年–1920年） 天文學家     | 卡爾·赫爾曼 （1854年–1920年） 天文學家     | 卡爾·赫爾曼 （1854年–1920年） 天文學家     |  |  | 古斯塔夫·路德維希 （1858年–1920年） 天文學家 | 古斯塔夫·路德維希 （1858年–1920年） 天文學家 | 古斯塔夫·路德維希 （1858年–1920年） 天文學家 | 古斯塔夫·路德維希 （1858年–1920年） 天文學家 | 古斯塔夫·路德維希 （1858年–1920年） 天文學家 | 古斯塔夫·路德維希 （1858年–1920年） 天文學家 |  |  | 瓦西里·伯恩加多維奇 （1854年–1912年） 數學家   | 瓦西里·伯恩加多維奇 （1854年–1912年） 數學家   | 瓦西里·伯恩加多維奇 （1854年–1912年） 數學家   | 瓦西里·伯恩加多維奇 （1854年–1912年） 數學家   | 瓦西里·伯恩加多維奇 （1854年–1912年） 數學家   | 瓦西里·伯恩加多維奇 （1854年–1912年） 數學家   |  |  | 彼得·伯恩加多維奇 （1870年–1944年） 革命家          | 彼得·伯恩加多維奇 （1870年–1944年） 革命家          | 彼得·伯恩加多維奇 （1870年–1944年） 革命家          | 彼得·伯恩加多維奇 （1870年–1944年） 革命家          | 彼得·伯恩加多維奇 （1870年–1944年） 革命家          | 彼得·伯恩加多維奇 （1870年–1944年） 革命家          |  |  | 阿列克謝·彼德羅維奇                 | 阿列克謝·彼德羅維奇                 | 阿列克謝·彼德羅維奇                 | 阿列克謝·彼德羅維奇                 | 阿列克謝·彼德羅維奇                 | 阿列克謝·彼德羅維奇                 |  |  |                                                   |                                                   |                                                   |                                                   |                                                   |                                                   |  |  |  |  |  |  |  |  |  |  |  |  |  |  |  |  |  |  |  |  |  |  |  |  |  |  |  |  |  |  |  |  |
| 卡爾·赫爾曼 （1854年–1920年） 天文學家 | 卡爾·赫爾曼 （1854年–1920年） 天文學家     | 卡爾·赫爾曼 （1854年–1920年） 天文學家     | 卡爾·赫爾曼 （1854年–1920年） 天文學家     | 卡爾·赫爾曼 （1854年–1920年） 天文學家     | 卡爾·赫爾曼 （1854年–1920年） 天文學家     |  |  | 古斯塔夫·路德維希 （1858年–1920年） 天文學家 | 古斯塔夫·路德維希 （1858年–1920年） 天文學家 | 古斯塔夫·路德維希 （1858年–1920年） 天文學家 | 古斯塔夫·路德維希 （1858年–1920年） 天文學家 | 古斯塔夫·路德維希 （1858年–1920年） 天文學家 | 古斯塔夫·路德維希 （1858年–1920年） 天文學家 |  |  | 瓦西里·伯恩加多維奇 （1854年–1912年） 數學家   | 瓦西里·伯恩加多維奇 （1854年–1912年） 數學家   | 瓦西里·伯恩加多維奇 （1854年–1912年） 數學家   | 瓦西里·伯恩加多維奇 （1854年–1912年） 數學家   | 瓦西里·伯恩加多維奇 （1854年–1912年） 數學家   | 瓦西里·伯恩加多維奇 （1854年–1912年） 數學家   |  |  | 彼得·伯恩加多維奇 （1870年–1944年） 革命家          | 彼得·伯恩加多維奇 （1870年–1944年） 革命家          | 彼得·伯恩加多維奇 （1870年–1944年） 革命家          | 彼得·伯恩加多維奇 （1870年–1944年） 革命家          | 彼得·伯恩加多維奇 （1870年–1944年） 革命家          | 彼得·伯恩加多維奇 （1870年–1944年） 革命家          |  |  | 阿列克謝·彼德羅維奇                 | 阿列克謝·彼德羅維奇                 | 阿列克謝·彼德羅維奇                 | 阿列克謝·彼德羅維奇                 | 阿列克謝·彼德羅維奇                 | 阿列克謝·彼德羅維奇                 |  |  |                                                   |                                                   |                                                   |                                                   |                                                   |                                                   |  |  |  |  |  |  |  |  |  |  |  |  |  |  |  |  |  |  |  |  |  |  |  |  |  |  |  |  |  |  |  |  |
| 格奧爾格·赫爾曼 （1886年–1933年） 天文學家 | 格奧爾格·赫爾曼 （1886年–1933年） 天文學家 | 格奧爾格·赫爾曼 （1886年–1933年） 天文學家 | 格奧爾格·赫爾曼 （1886年–1933年） 天文學家 | 格奧爾格·赫爾曼 （1886年–1933年） 天文學家 | 格奧爾格·赫爾曼 （1886年–1933年） 天文學家 |  |  | 奥托 （1897年–1963年） 天文學家              | 奥托 （1897年–1963年） 天文學家              | 奥托 （1897年–1963年） 天文學家              | 奥托 （1897年–1963年） 天文學家              | 奥托 （1897年–1963年） 天文學家              | 奥托 （1897年–1963年） 天文學家              |  |  | 瓦西里·瓦西里耶維奇 （1889年–1965年） 歷史學家 | 瓦西里·瓦西里耶維奇 （1889年–1965年） 歷史學家 | 瓦西里·瓦西里耶維奇 （1889年–1965年） 歷史學家 | 瓦西里·瓦西里耶維奇 （1889年–1965年） 歷史學家 | 瓦西里·瓦西里耶維奇 （1889年–1965年） 歷史學家 | 瓦西里·瓦西里耶維奇 （1889年–1965年） 歷史學家 |  |  | 格列布 （1898年–1985年） 詩人                       | 格列布 （1898年–1985年） 詩人                       | 格列布 （1898年–1985年） 詩人                       | 格列布 （1898年–1985年） 詩人                       | 格列布 （1898年–1985年） 詩人                       | 格列布 （1898年–1985年） 詩人                       |  |  |                                     |                                     |                                     |                                     |                                     |                                     |  |  |                                                   |                                                   |                                                   |                                                   |                                                   |                                                   |  |  |  |  |  |  |  |  |  |  |  |  |  |  |  |  |  |  |  |  |  |  |  |  |  |  |  |  |  |  |  |  |
| 格奧爾格·赫爾曼 （1886年–1933年） 天文學家 | 格奧爾格·赫爾曼 （1886年–1933年） 天文學家 | 格奧爾格·赫爾曼 （1886年–1933年） 天文學家 | 格奧爾格·赫爾曼 （1886年–1933年） 天文學家 | 格奧爾格·赫爾曼 （1886年–1933年） 天文學家 | 格奧爾格·赫爾曼 （1886年–1933年） 天文學家 |  |  | 奥托 （1897年–1963年） 天文學家              | 奥托 （1897年–1963年） 天文學家              | 奥托 （1897年–1963年） 天文學家              | 奥托 （1897年–1963年） 天文學家              | 奥托 （1897年–1963年） 天文學家              | 奥托 （1897年–1963年） 天文學家              |  |  | 瓦西里·瓦西里耶維奇 （1889年–1965年） 歷史學家 | 瓦西里·瓦西里耶維奇 （1889年–1965年） 歷史學家 | 瓦西里·瓦西里耶維奇 （1889年–1965年） 歷史學家 | 瓦西里·瓦西里耶維奇 （1889年–1965年） 歷史學家 | 瓦西里·瓦西里耶維奇 （1889年–1965年） 歷史學家 | 瓦西里·瓦西里耶維奇 （1889年–1965年） 歷史學家 |  |  | 格列布 （1898年–1985年） 詩人                       | 格列布 （1898年–1985年） 詩人                       | 格列布 （1898年–1985年） 詩人                       | 格列布 （1898年–1985年） 詩人                       | 格列布 （1898年–1985年） 詩人                       | 格列布 （1898年–1985年） 詩人                       |  |  |                                     |                                     |                                     |                                     |                                     |                                     |  |  |                                                   |                                                   |                                                   |                                                   |                                                   |                                                   |  |  |  |  |  |  |  |  |  |  |  |  |  |  |  |  |  |  |  |  |  |  |  |  |  |  |  |  |  |  |  |  |
| 威爾弗里德 （1914年–1992年） 天文學家 |                                            |                                            |                                            |                                            |                                            |  |  |                                              |                                              |                                              |                                              |                                              |                                              |  |  |                                                |                                                |                                                |                                                |                                                |                                                |  |  |                                                     |                                                     |                                                     |                                                     |                                                     |                                                     |  |  |                                     |                                     |                                     |                                     |                                     |                                     |  |  |                                                   |                                                   |                                                   |                                                   |                                                   |                                                   |  |  |  |  |  |  |  |  |  |  |  |  |  |  |  |  |  |  |  |  |  |  |  |  |  |  |  |  |  |  |  |  |